# Park Gate iron manufacturing company
La Park Gate iron manufacturing company, appelée aussi "Park Gate iron and steel company" est l'une des plus anciennes sociétés britanniques du domaine de la sidérurgie et du travail des métaux.

## Histoire
La société  a été fondée en 1823 par Sanderson and Watson à Rotherham, à proximité du canal du sud Yorkshire, ce qui permet de l'approvisionner en charbon.
Après neuf ans, en 1832, elle change de mains et se voit rebaptiser "Birmingham Tin Plate Company". En 1839 le premier haut-fourneau est installé et en 1840 les actionnaires changent à nouveau.
En 1842, les industriels de la région sont victimes du premier krach des chemins de fer, qui a fait chuter le prix de la tonne d'acier de 10 sterling à environ 5 sterling. Charles Geach, qui a fondé en 1836 la Midland Bank à Birmingham s'associe à Samuel Beale pour racheter la majorité du capital, avec l'aide de son ami Joshua Scholefield. 
La société profite ensuite de la railway mania qui saisit l'Angleterre entre 1844 et 1846, puis débouche sur le Krach de 1847. Le réseau ferré en Europe est passé de 175 kilomètres en 1830 à 9 200 kilomètres en 1845. L'Angleterre en réunit 4 900 kilomètres à elle seule. L'entreprise sidérurgique reçoit alors des commandes pour 30 000 tonnes de rails, au prix unitaire de 12 sterling la tonne, en provenance du magnat du rail George Hudson.
En 1846 est prise la décision de financer la construction de deux nouveaux fourneaux, afin de livrer des rails de chemin de fer.
En 1854, la société est rebaptisée Samuel Beale and Co et, en 1856, elle commence à produire des plaques d'acier pour la marine anglaise, en particulier le SS Great Eastern.
En 1864 que l'entreprise devient une Limited liability company. Elle change alors encore de nom, pour devenir enfin la Park Gate Company Limited.
En 1956, la société est rachetée par Tube Investments. L'acquisition s'accompagne d'un ambitieux programme d'investissement. À la fin des années 1950, une nouvelle aciérie est construite, fondée sur 10 convertisseurs Martin-Siemens (5 de 60  à   79 tonneset 5 de 80  à   99 tonnes) et d'une capacité de production annuelle de 365 000 tonnes. Celle-ci alimente un blooming (laminoir transformant les lingots en blooms), un laminoir à chaud en continu de billettes et un autre de bandes minces. L'aciérie est alors alimentée par les hauts fourneaux existants, produisant une fonte brute contenant 1-1,3 % de phosphore.
En 1964 est démarrée une aciérie à l'oxygène fondée sur le procédé Kaldo. L'objectif est alors de produire économiquement des aciers haut de gamme sans utiliser le procédé Martin-Siemens, en voie d'obsolescence. Le choix de cette technologie, rétrospectivement malheureux, a été imposé par l'incapacité du procédé LD à traiter les fontes phosphoreuses. La production est en même temps portée de 420 000  à   800 000 tonnes annuelles. Les deux convertisseurs Kaldo, d'une capacité unitaire de 75 tonnes, sont alors les premiers de ce type au Royaume-Uni et sont entièrement pilotés par des ordinateurs : la nouvelle usine est alors une des usines sidérurgiques les plus modernes au monde.
La production d'acier avec le procédé Kaldo cesse en 1974 avec la fermeture de l'aciérie construite 10 ans plus tôt, et la production de fonte cesse en avril 1975 avec l'extinction du dernier haut fourneau. Le groupe ne dispose alors plus que d'aciéries électriques d'une capacité de 1,6 million de t/an (1 four à arc électrique de 110 tonnes et 2 fours de 180 tonnes, à Aldwarke (en) ; 1 four de 135 tonnes et 3 fours de 180 tonnes à Templeborough (en)).